# Ante Ivković (novinar)
 Ovo je glavno značenje pojma Ante Ivković (novinar). Za druga značenja pogledajte Ante Ivković.
Ante Ivković (Zadar, 31. ožujka 1944.) je hrvatski novinar i diplomat.

## Životopis
Rodio se je u Zadru. U Zemuniku je išao u osnovnu školu. U rodnom Zadru pohađao je gimnaziju. U Zadru je i studirao. Diplomirao je na Filozofskom fakultetu na odsjeku Turizam. 
Kao novinar prve zapise radi u Narodnom listu. Bio je i dopisnik dvaju listova, splitske Slobodne Dalmacije i zagrebačkog Večernjeg lista. Vremenom je naprjedovao u karijeru. U Večernjem je listu postao pomoćnikom glavnog urednika 1991. i tu je dužno0st obnašao do 1993. godine. Nakon toga bio je voditeljem i direktorom predstavništva Slobodne Dalmacije u Frankfurtu. Nakon toga vratio se je u Hrvatsku. Ondje je bio glavnim urednikom Vjesnika od 1994. do 1996. godine. 
Poslije toga prešao je u diplomaciju. Od 1996. do 2000. bio je u Slovačkoj gdje je bio diplomatski predstavnik Republike Hrvatske u Slovačkoj. 

## Djela
Napisao je brojne novinarske priloge koje su poslije izašli u brojnim knjigama, zbornicima i časopisima. 
Autor je knjige Maloiški ustanak 1942. koju je objavio 1974. godine. 

## Nagrade i priznanja
- Red Danice hrvatske s likom Marka Marulića